# Winston Story
Winston Story (5 ottobre 1971) è un attore statunitense noto per i suoi ruoli nelle serie Grey's Anatomy, Henry Danger e Brooklyn Nine-Nine.

## Filmografia
- Power Rangers (Mighty Morphin Power Rangers) – serie TV, 3 episodi (1995)
- Masked Rider: il cavaliere mascherato (Masked Rider) – serie TV, 3 episodi (1995)
- USA High – serie TV, un episodio (1998)
- X-Files (The X-Files) – serie TV, un episodio (2001)
- Sabrina, vita da strega (Sabrina, the Teenage Witch) – serie TV, un episodio (2001)
- Reno 911! – serie TV, un episodio (2003)
- Miss Match – serie TV, un episodio (2003)
- That '70s Show – serie TV, un episodio (2004)
- Dexter – serie TV, un episodio (2006)
- Live! - Ascolti record al primo colpo (Live!), regia di Bill Guttentag (2007)
- Grey's Anatomy – serie TV, 19 episodi (2007-2009)
- 24 – serie TV, un episodio (2009)
- Desperate Housewives – serie TV, un episodio (2009)
- NCIS: Los Angeles – serie TV, un episodio (2010)
- Killers, regia di Robert Luketic (2010)
- Victorious – serie TV, un episodio (2011)
- Le regole dell'amore (Rules of Engagement) – serie TV, un episodio (2013)
- Criminal Minds – serie TV, un episodio (2014)
- You're the Worst – serie TV, 4 episodi (2014-2019)
- Henry Danger – serie TV, 33 episodi (2014-2020)
- Il tempo della nostra vita – serie TV, 2 episodi (2015)
- NCIS - Unità anticrimine (NCIS) – serie TV, un episodio (2016)
- The Goldbergs – serie TV, un episodio (2016)
- Un diavolo di angelo (Angel from Hell) – serie TV, un episodio (2016)
- Brooklyn Nine-Nine – serie TV, 7 episodi (2016-2021)
- The Middle – serie TV, un episodio (2017)
- Le avventure di Kid Danger (The adventures of Kid Danger) – serie TV, 4 episodi (2018) – voce
- Will & Grace – serie TV, un episodio (2019)
- Mom – serie TV, un episodio (2019)
- C'è sempre il sole a Philadelphia (It's Always Sunny in Philadelphia) – serie TV, un episodio (2019)
- Danger Force – serie TV, 36 episodi (2020-2023)
- Young Sheldon – serie TV, un episodio (2022)
- Perry Mason – serie TV, un episodio (2023)

## Doppiatori italiani
Nelle versioni in italiano delle opere in cui ha recitato, Winston Story è stato doppiato da:
- Andrea Quartana in Grey's Anatomy
- Paolo De Santis in Victorious
- Raffaele Proietti in Criminal Minds
- Fabrizio Picconi in Brooklyn Nine-Nine (ep. 4x05)
- Maurizio Fiorentini in Brooklyn Nine-Nine (ep. 5x06, 5x16)
- Corrado Conforti in Brooklyn Nine-Nine (ep. 6x16)
- Emilio Mauro Barchiesi in Young Sheldon
- Enrico Di Troia in Perry Mason